# М'ясорубка

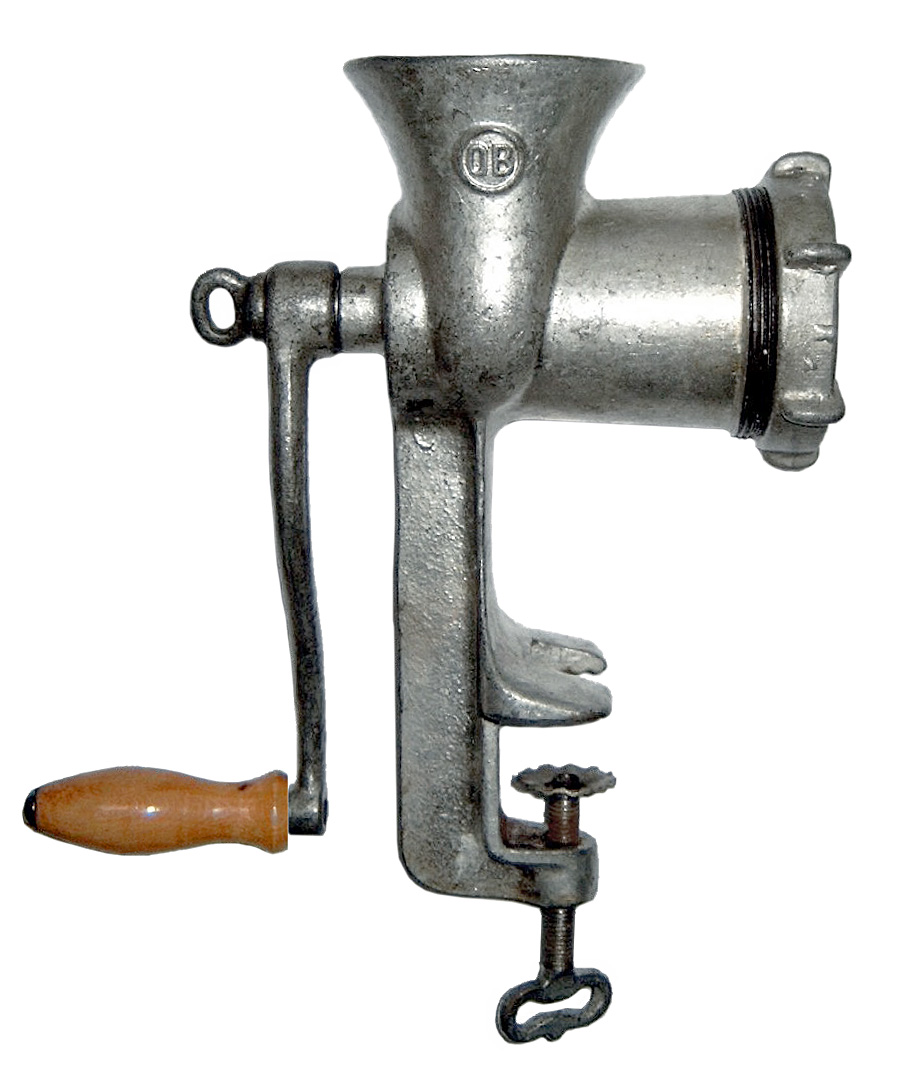
М'ясорубка металева ([[1940-1990-і] роки])]]

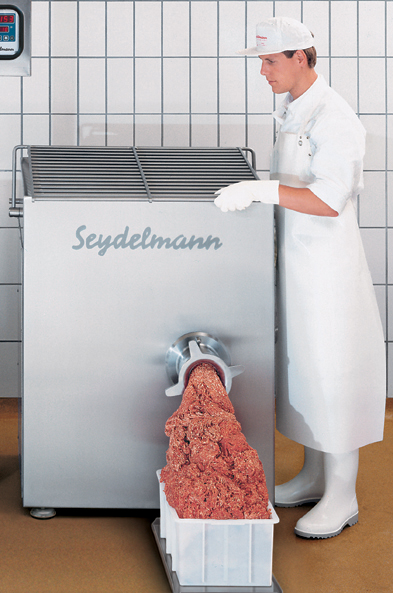
Промислова м'ясорубка

М'ясору́бка, м’ясорі́зка, млино́к на м’я́со — ручна машинка або спеціальний пристрій для розмелювання м'яса на фарш і інших страв.
Була винайдена в XIX ст бароном Карлом Дрезом.

## Опис
М'ясорубка є розповсюдженим кухонним приладом. Принцип її дії полягає у подрібненні цілих частин продуктів харчування на дрібні шматочки. Наприклад, у такий спосіб з м'яса і цибулі роблять фарш, який іде на приготування численних страв.
М'ясорубки можуть бути як промислового типу (для подрібнення м'яса на харчовому виробництві, у закладах харчування тощо), так і побутовими, тобто призначені для вжитку у домашніх умовах. Останні випускаються більшістю відомих фірм виробників побутової техніки.
За способом подрібнення харчового продукту м'ясорубки бувають механічні (історично виникли раніше, були популярними за СРСР) та найпоширеніші в наш час[коли?] електричні.

### Механічна м'ясорубка
Механічні м'ясорубки використовують для подачі м'яса до ножів обертовий шнек, що приводиться в рух ручною корбою. Зазвичай кріпиться до краю столу за допомогою вбудованої струбцини.

### Електром'ясорубка
Електром'ясорубки використовують для подачі м'яса до ножів обертовий шнек, що приводиться в рух натисненням на кнопку. Має багато насадок для протирання, подрібнювання, шинкування їжі. Вмикається в розетку.

## Виробники
В Україні побутові механічні м'ясорубки МА-С, ГОСТ 4025-83 виробляє ПАТ «Полтавський автоагрегатний завод»

## Інше
Крім основного значення, слово «м'ясорубка» вживається у непрямому — так кажуть про жорстоку війну, битву або місце кривавого бою.